# 橘国雄
橘 国雄（たちばな くにお、生没年不詳）は、江戸時代中期の大坂の絵師。

## 来歴
橘守国の門人。大坂の人。俗称は酢屋平十郎または源十郎といった。国雄、皎天斎、挹芳斎と号しており、宝暦から天明期に活躍している。安永9年（1780年）に『蝦夷志略』を制作したが、売名を好まず、生活は困窮して終わったとされる。

## 作品
- 『女筆蘆間鶴』 往来物 宮崎競花書著 宝暦3年（1753年）
- 『毛詩品物図攷』 岡元鳳編 天明5年（1785年）
- 『挹芳斎雜画』天明5年